# Francisco Antonio Cosme Bueno
Francisco Antonio Cosme Bueno y Alegre (Belver de Cinca, Aragón, 1711-Lima, 1798). Médico y Cosmógrafo Mayor del Virreinato del Perú. 

## Biografía
Estudió Latinidad; y hacia 1730 pasó al Perú. Cursó Farmacia y Medicina en la Universidad de San Marcos. Graduado de Doctor (1750), ganó la oposición a la cátedra de Método de Medicina. Empezó entonces un ministerio práctico en la materia, como médico de los presos del Tribunal del Santo Oficio y de los hospitales de Santa Ana (1753), San Bartolomé (1760) y San Pedro (1761). Se distinguió en el ejercicio de su profesión por sus aciertos farmacológicos, basados en la relación entre la salud y las influencias cósmicas.
Al morir el jesuita Juan Rehr, asumió la cátedra de Prima de Matemáticas (1757), cuyas lecciones cambiaban de un año a otro, pues aparecen sucesivamente consagradas a Geometría y Trigonometría (1786), Óptica (1787) y Dióptrica (1788). Anexo a esta cátedra, ejerció el cargo de Cosmógrafo Mayor, al cual competía la edición anual de un calendario de observaciones astronómicas titulado El conocimiento de los tiempos. Como introducción a ellas publicó una serie de disertaciones médicas y astronómicas, a las cuales debió su fama de erudito.
Fue publicando en diversos capítulos la valiosa Descripción del Perú, que empezó a preparar en 1741 por encargo del virrey marqués de Villagarcía, y en la cual volcó noticias históricas y datos geográficos muy acuciosos.

## Obras
- Disertación physico experimental sobre la naturaleza del agua, y sus propiedades. --Lima : [s.n.], [1750?].
- Colección geográfica e histórica de los arzobispados y obispados del Reyno del Perú, con las descripciones de las provincias de su jurisdicción. -- [Lima : s.n., 1759-1776].
- Catálogo histórico de los virreyes, governadores, presidentes, y capitanes generales del Perú, con los sucesos más principales de sus tiempos. -- [Lima] : [s.n.], [1763?].
- Tablas de las declinaciones del sol, calculadas al meridiano de Lima, que puedan servir sin error sensible desde el año de 1764, hasta el de 1775, inclusive. -- Lima : [s.n.], 1763.
- Inoculación de las viruelas. -- [Lima : s.n., 1778].
- Geografía del Perú virreinal. -- Lima : [D. Miranda], 1951.